# Teo Rodríguez Pagano
Teo Rodríguez Pagano (Buenos Aires, 12 de octubre de 2005) es un futbolista argentino. Juega como lateral izquierdo y su equipo actual es San Lorenzo de Almagro, de la Primera División de Argentina.

## Trayectoria

### San Lorenzo
Su trayectoria en el ciclón abarca dos etapas formativas: la primera, desde 2012 hasta 2019, cuando se unió al Fútbol Infantil con tan solo 7 años. Tras un intervalo, regresó al club en 2022, donde comenzó a consolidarse en su categoría, llegando a integrarse en la División Reserva bajo la dirección de Pipi Romagnoli.
El debut oficial de Rodríguez Pagano en la primera de San Lorenzo tuvo lugar el 12 de abril de 2025, en el marco del Campeonato de Primera División 2025, con victoria 1-0 frente a Atlético Tucumán.

## Selección nacional

### Sub-20
En julio de 2024 fue convocado por Diego Placente a la selección de fútbol sub-20 de Argentina para disputar el Torneo Internacional de Fútbol Sub-20 de la Alcudia.

## Estadísticas

### Clubes
Actualizado al último partido disputado el 12 de abril de 2025.
| Club                             | Div.                | Temporada           | Liga | Liga | Copa Nacional | Copa Nacional | Copa Internacional | Copa Internacional | Total | Total |
| Club                             | Div.                | Temporada           | PJ   | G    | PJ            | G             | PJ                 | G                  | PJ    | G     |
| -------------------------------- | ------------------- | ------------------- | ---- | ---- | ------------- | ------------- | ------------------ | ------------------ | ----- | ----- |
| San Lorenzo de Almagro Argentina |                     |                     |      |      |               |               |                    |                    |       |       |
| 1.ª                              | 2025                | 1                   | 0    | 0    | 0             | -             | -                  | 1                  | 0     |       |
| Total                            | Total               | 1                   | 0    | 0    | 0             | -             | -                  | 1                  | 0     |       |
| Total en su carrera              | Total en su carrera | Total en su carrera | 1    | 0    | 0             | 0             | -                  | -                  | 1     | 0     |